# Kagerup
Kagerup is een plaats in de Deense regio Hovedstaden, gemeente Gribskov, en telt 408 inwoners (2007).